# Prélude et fugue en ut dièse mineur (BWV 873)
Le Clavier bien tempéré II
Pour un article plus général, voir Le Clavier bien tempéré.
Le prélude et fugue en ut-dièse mineur, BWV 873 est le quatrième prélude et fugue du second livre du Clavier bien tempéré de Jean-Sébastien Bach, compilé de 1739 à 1744.
Le prélude à l'écriture complexe et audacieuse, est noble et pathétique. Il est suivi d'une double-fugue, la première du recueil, brillante et redoutable par son mouvement perpétuel à l'intense agitation.

## Prélude
Le prélude, noté 
, totalise 62 mesures.
Développé sur trois pages parfaitement structurées, c'est un prélude de longueur exceptionnelle, « noble et pathétique, d'écriture complexe et audacieuse ». Ses trois voix sont si mêlées qu'on ne distingue plus qu'une seule mélodie continue. C'est l'occasion pour le musicien d'exprimer des sentiments passionnés, « d'une intensité inégalable » et parmi les plus profondes exprimées par Bach. Le dessin mélodique initial subit toute sorte de métamorphoses, alors que d'autres se fondent sur les premières notes de la basse (mesure 27).

## Fugue
La fugue à trois voix, est notée 
 et totalise 71 mesures. 
C'est une double-fugue, la première du cahier, portée par une gigue italienne au mouvement perpétuel.
Le sujet est continu, comme dans certaines toccatas et deux fugues en la mineur (BWV 894 — également à 
 et BWV 944). Au sein du Clavier, il n'y a que celles en mi mineur (volume I) et sol majeur (volume II). La contrepartie de ses sujets étant la monotonie, et cette fugue peut « encourir un tel reproche ».

Le second sujet (ou second contre-sujet tellement il est uni au sujet principal) est assez lisse. Il apparaît à la mesure 35, mais il avait été énoncé transformé en diminutions dès la mesure 27, et déjà présent à l'état d'ébauche à la basse (mesure 17) et au soprano (mesure 20),.

Le sujet se trouve renversé à la mesure 24. Le second sujet présenté mesure 35 est combiné au premier mesure 48.
L'exposition de la fugue : 

## Origine
Selon la copie de Kellner, la fugue était antérieurement en ut mineur, et seulement transposée sans changement pour figurer au sein du Clavier.

## Manuscrits
Parmi les sources, en l’absence de celle de la main de Bach lui-même, les manuscrits considérés comme les plus importants sont :
- Bibliothèque d'État de Berlin (P 416)[9] ;
- source « B », Bibliothèque d'État de Berlin (P 430), copie datée de 1744, de Johann Christoph Altnikol[10].

## Postérité
Théodore Dubois en a réalisé une version pour piano à quatre mains, publiée en 1914.
Sergueï Taneïev rend hommage à cette fugue en ut-dièse mineur, en reprenant la même mesure 
 dans la fugue de son prélude et fugue opus 29 (1910), dont le sujet est aussi ondoyant que celui de Bach.